# Zhou Mi (cantante)
Zhou Mi (cinese tradizionale: 周覓; cinese semplificato: 周觅; pinyin: Zhōu Mì; Wuhan, 19 aprile 1986) è un cantante e attore cinese, membro attuale della boy band Super Junior-M, sotto-unità del più grande gruppo canoro Super Junior.
I suoi contributi nel gruppo si estendono oltre il canto, in quanto egli ha scritto i testi cinesi di alcuni canzoni presenti nell'album Me, tra le quali Love Song (愛你愛你), Marry U ed A Man in Love (渴望).
Parla fluentemente il cinese e comprende il coreano ed il cantonese informale.

## Pre-debutto
Prima di diventare un cantante a tutti gli effetti, Zhou Mi ha fatto gavetta nel mondo dello spettacolo cinese, soprattutto per quanto riguarda i settori della musica e della conduzione televisiva, partecipando e vincendo diversi concorsi musicali e di conduzione.

### Gare canore e competizioni
- 2002 - Seconda competizione di MTV 潘婷新声赛 (campione nell'area di Pechino e campione in Cina)
- 2003 - Shanghai - Competizione per emergenti dell'Asia Music Festival (primo posto per l'area di Pechino e premio come "Miglior Emergente" in Cina)
- 2005 - Gara MTV Music Nation (primo posto)
- 2005 - Terza competizione della canzone di MTV 三星校园新空气歌唱大赛 (secondo posto per l'area di Guangdong e premio come "Cantante idolo" in Cina)
- 2005 - 匡威校际 Music Festival (primo posto)
- 2005 - Competizione Warner Music (primo posto)
- 2005 - MTV Emergenti dell'area di Guangdong (primo posto)
- 2006 - Gara di conduzione della CCTV (primo posto nell'area di Canton e sedicesimo in Cina)
- 2007 - Sfida delle celebrità allo S.M. UCC CONTEST, nella categoria "Explosive!", oppure Audizioni per Star della SM UCC (primo posto nella categoria "Più fortemente raccomandati")

### Apparizioni
- Beijing TV - 绝对现场
- MTV Global Music Channel - 天籁村
- Hunan TV - 快乐大本营 (21世纪中学生英语报)
- 2004 portavoce per 文曲星
- 2005 ospite nel concerto a Pechino di Leehom Wang
- Modello per un giorno per la rivista NEWAY

Pochi mesi prima del suo debutto ufficiale con i Super Junior-M, Zhou Mi ha condotto la conferenza stampa per il primo album cinese della cantante e sua compagna di etichetta Zhang Li Yin.

## Talento della SM Entertainment
Zhou Mi ha vinto il primo premio alle Audizoni per Star della SM UCC, sebbene non abbia partecipato direttamente. Egli è stato infatti inserito in un'audizione via internet da un amico, il 27 marzo 2008, ed il periodo di prova via web è durato fino a giugno dello stesso anno.

## Filmografia

### Drama televisivi
- Stage Of Youth (青春舞台) – serie TV, episodio 12 (2009)
- Snow Leopard (雪豹) - serie TV (2010)
- National Anthem (国歌) - serie TV (2010)
- Melody of Youth (青春旋律) - serie TV (2011)
- The Legend of Crazy Monk (活佛济公) - serie TV (2011)
- When Love Walked In (爱情闯进门) - serie TV (2012)
- Ddanddara (딴따라) - serie TV, episodi 7 (2016)
- Sacrifice (长梦留痕) - serie TV (2016)
- Best Lover (最佳情侣) - serie TV (2016-2017)
- The Mysterious Team (天枢之契约行者) - serie TV

### Film
- I AM. - regia Choi Jin Sung (2012)

- Rhythm of the Rain (聽見下雨的聲音), regia Vincent Fang (2013)
- SMTown: The Stage (SMTOWN THE STAGE), regia di Bae Sung-sang (2015)

### Programmi televisivi
- A Date with Luyu (鲁豫有约) - programma televisivo (2005)
- We Got Married Global Edition 2 (글로벌편 우리 결혼했어요2) - programma televisivo, episodi 2-3, 5-6, 10-11 (2014)
- The Ultimate Group (最强天团) - programma televisivo (2014)
- Let's Go! Dream Team Season 2 (출발 드림팀 - 시즌 2) - programma televisivo, episodio 303 (2014, 2015)
- Super Junior-M's Guest House (슈퍼주니어M의 게스트하우스) - programma televisivo, episodi 1-10 (2014-2015)
- The Show (더 쇼) - programma televisivo, episodi 1-82 (2014-2016)
- Bijeongsanghoedam (비정상회담) - programma televisivo, episodio 23 (2014)
- Immortal Songs: Singing the Legend (불후의 명곡 - 전설을 노래하다) - programma televisivo, episodi 176-177, 263 (2014, 2016)
- We Are in Love 1 (我们相爱吧) - programma televisivo, episodio 1 (2015)
- Fashion King (패션왕 비밀의 상자) - programma televisivo (2015)
- X Space 2 (星星的密室第二季) - programma televisivo, episodi 2, 4, 9, 12 (2015)
- The dream team to China and South Korea (中韩梦之队) - programma televisivo, episodi 4, 6 (2015)
- Be the Idol (唱游天下) - programma televisivo, episodio 1 (2015)
- Crazy Wheat Card (疯狂的麦咭第五季) - programma televisivo, episodio 3 (2018)
- Masked Dancing King (蒙面舞王) - programma televisivo (2020)
- Masked Singer 5 (蒙面唱将猜猜猜S5) - programma televisivo, episodi 9 (2020)